# TÜV

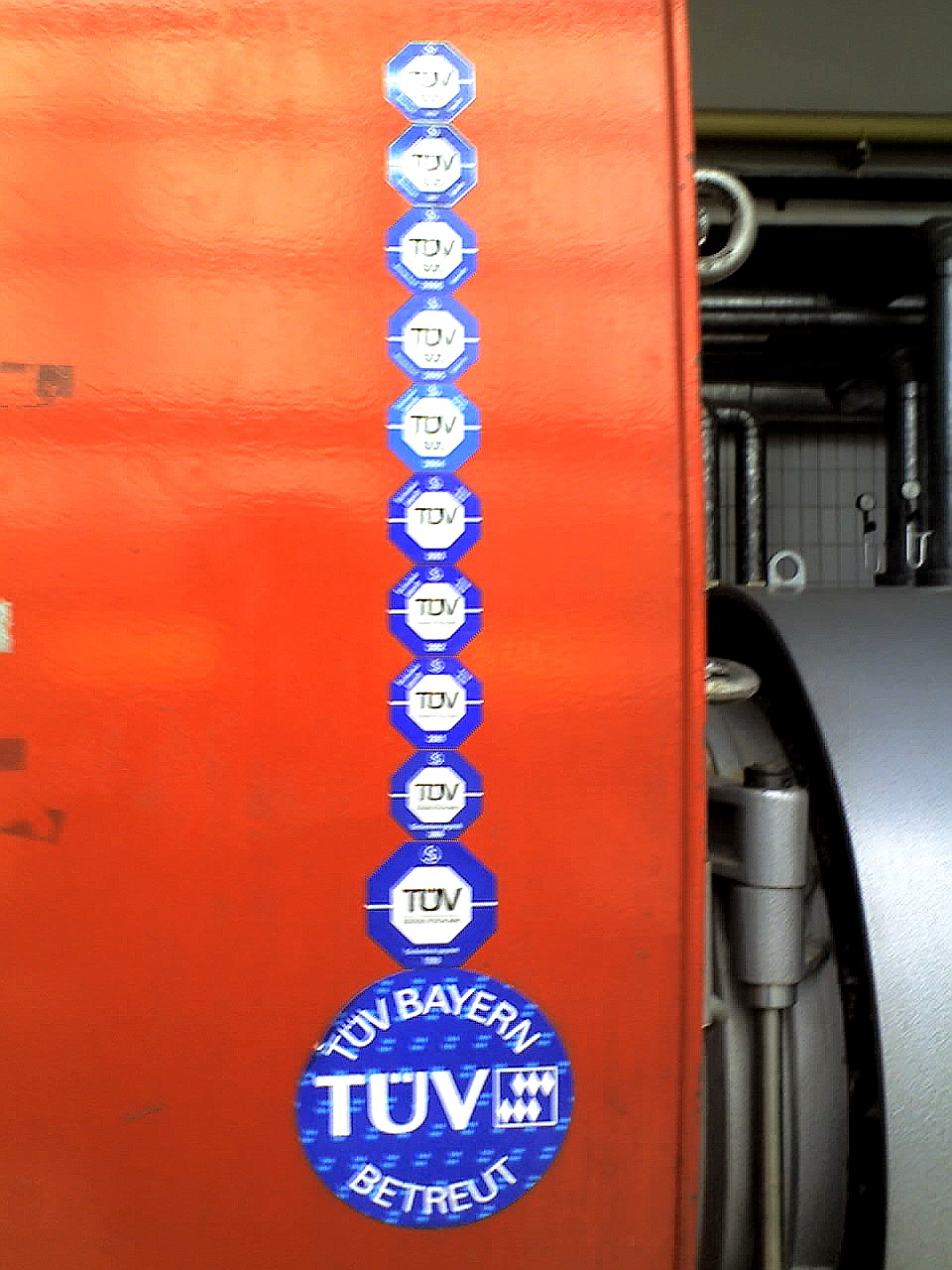
Газотрубный котёл с наклейками о сертификации ТЮФ

Организации по техническому надзору (нем. Technischer Überwachungsverein, сокращённо TÜV, ТЮФ) — группа немецких и международных сертифицирующих экспертных организаций, осуществляющих контроль по обеспечению безопасности продукции. Зачастую речь идет о контроле соблюдения правил безопасности, которые предписаны государственными законами или распоряжениями и исполняются на частно-экономической основе как опосредованное государственное управление в форме предоставленной ссуды. Самым известным видом надзора является технический осмотр автомобилей, который также называется «TÜV».
Членами TÜV с момента основания первой «организации по надзору паровых котлов» (это первоначальное название компании) в 1866 году, являются коммерческие организации, которые вводят в эксплуатацию оборудование, требующее надзора.

## Задачи TÜV
В Австрии «TÜV» представлен единственной организацией «TÜV Austria», специализирующейся на оценке безопасности и сертификации традиционных и цифровых объектов, топливно-энергетического комплекса, железнодорожного транспорта, системы здравоохранения и фармацевтики.
В Германии «TÜV» преимущественно подразделяется на три больших холдинга — «TÜV SÜD», «TÜV Rheinland» и «TÜV Nord». Также существуют независимые от концерна «TÜV Thüringen» и «TÜV Saarland». Все они выполняют суверенные функции в области надзора за автотранспортными средствами, водительскими удостоверениями и безопасностью продукции. Все организации с названием «TÜV» относятся как минимум на 25,1 % к обществу по техническому надзору, которому государство предоставляет ссуду как организации самопомощи немецкой экономике («конвенция TÜV»).
Бывшее региональное разграничение в Германии («региональный принцип») упразднили вследствие дерегулирования и либерализации в пользу больших сфер деятельности. Эти организации в качестве акционерных обществ осуществляют свою деятельность в так называемом «в свободном экономическом режиме» и конкурируют друг с другом. Во всем мире они представлены дочерними предприятиями во многих областях. Например, таких как сертификация продукции и сертификация систем управления.
Организации с аббревиатурой «TÜV» в своем названии зарекомендовали себя за пределами немецкоязычного мира. С 1989 года в Индии существует «TÜV Indien» — дочерняя компания TÜV Nord. С 2007 года органы «TÜV» работают в Турции. Оператором является «TÜVturk» — дочерняя компания «TÜV SÜD».

## Бренд TÜV
Бренд «TÜV», как и марка «VdTÜV», является товарным знаком.
Широкой общественности «TÜV» был известен прежде всего техническим осмотром. Термин «TÜV» превратился в синоним технических испытаний (владельцы автомобилей привозят свои транспортные средства в «TÜV» зачастую даже в тех случаях, когда данные автомобили уже испытывались другими организациями).
В разговорной речи «TÜV-geprüft» (проверено «TÜV») является знаком качества технических испытаний, проведенных компанией «TÜV». Обозначение «TÜV-geprüft» может использоваться только ассоциацией технического мониторинга или ее дочерней компанией. Все остальное будет вводить в заблуждение потребителя или являться причиной недобросовестной конкуренции. Данный знак качества часто фальсифицируется.
Поскольку бренд «TÜV» в Германии, Австрии и других странах мира обладает хорошей репутацией в отношении непредвзятости и богатого опыта , а также имеет высокий уровень популярности, термин применяется в разговорном языке во многих социально-проблемных областях, например, Bürokratie-TÜV, Schul-TÜV, , Alkohol-TÜV  и т. д. Компания «TÜV» не допускает подобного некорректного использования фирменного наименования и при необходимости предупреждает тех, кто им злоупотребляет.

## История TÜV
С увеличением количества и производительности паровых машин в период индустриализации происходило все большее число аварий из-за взрыва паровых котлов. После взрыва котла в городе Манхайм в январе 1865 года была предложена идея — подвергать котлы проверкам на добровольной основе, как это было в Великобритании. Двадцать владельцев баденских котлов одобрили это и 6 января 1866 года основали компанию в помещениях Манхаймской фондовой биржи для проверки паровых котлов и их последующего страхования. Так была основана первая компания по надзору за паровыми котлами на европейском континенте. Этому примеру последовали другие немецкие федеральные земли и регионы.
Эти независимые региональные мониторинговые организации были настолько успешными в предотвращении несчастных случаев, что с 1871 года членство в такой организации освобождало владельцев котлов от проверки государственным инспектором. Поэтому региональные «мониторинговые и аудиторские ассоциации котлов» (DÜV) были ранним примером успешной приватизации государственных аудитов владельцев паровых котлов. Поскольку они были настолько успешными в предотвращении несчастных случаев в области быстро развивающейся технологии паровых котлов, позднее они также были привлечены к испытаниям безопасности в других технических областях, включая периодические испытания автомобилей, а также проведение экзаменов по вождению.
Все участники группы «TUV», которые берут свое начало из общих «корней», используют в названии знак «TÜV» и региональное дополнение (например, «TÜV Austria», «TÜV SÜD», «TÜV Rheinland», «TÜV Nord», «TÜV Saarland», «TÜV Thüringen»). Они конкурируют друг с другом и с другими участниками рынка в некоторых областях.

## Слияния
В истории ассоциаций технического мониторинга было много успешных слияний. Дальнейшие обсуждения о слиянии всех групп «TÜV» с «TÜV Deutschland» или «TÜV Europe» с целью устранения конкуренции между собой больше не актуальны из-за особенностей антимонопольного законодательства. Аналогично не состоялось объединение TÜV Nord и TÜV SÜD в 2007 году. Весной 2008 года «TÜV SÜD» и «TÜV Rheinland» заявляли о желании объединиться, но это не удалось сделать из-за позиции Федерального управления по картелям.

## Участники «TÜV»

TÜV Nord
TÜV SÜD
TÜV Rheinland
TÜV Saarland
TÜV Thüringen
TÜV AUSTRIA

- TÜV Austria
- TÜV SÜD
- TÜV Hessen
- TÜV Nord
- TÜV Thüringen
- TÜV Saarland
- TÜV Rheinland

Среди членов отрасли:
- BASF
- DOW Olefinverbund
- Infracor

## TÜV Cert
Сертификационная ассоциация «TÜV Cert» — группа компаний TÜV с едиными процедурами сертификации систем управления и квалификации персонала и продукции в соответствии с международными стандартами и европейскими директивами. Органом «TÜV Cert» является торговый журнал «Менеджмент и квалификация». «TÜV Cert» является зарегистрированным товарным знаком. Совещание «TÜV-Cert-Members» в 2008 году постановило, что никаких новых сертификатов в рамках «TÜV Cert» больше не может быть предложено по состоянию на 1 января 2009 года. Однако действующие контракты на сертификацию «TUV-Cert» сохраняют свое действие до конца действия контракта. Вместо «TÜV Cert» сертификаты предлагаются под соответствующими аккредитованными фирменными брендами членов «TÜV-Cert».

## Похожие организации
Другими организациями, которые проводят крупные расследования, являются Dekra, Германская техническая инспекция (GTÜ), инспекция безопасности транспортных средств (FSP) и организация мониторинга автотранспортных средств внештатных экспертов автомобильной промышленности (KÜS).